# Disco Tanz
Disco Tanz je album talijanskog DJ-a Gigija D'Agostina kojeg je izdala 2005. izdavačka kuća Noise Maker.

## Popis pjesma

### CD 1
1. Dottor Dag - Lo Sbaglio (Groviglio Mix) - 5:49
2. Dos - Memories - 6:59
3. Federico Romanzi - Luna Park - 2:36
4. Orchestra Maldestra - Tecno Uonz - 4:26
5. Onironauti - Tanzeria - 5:54
6. Officina Emotiva - Contaminando (Uomo Suono Trip) - 3:44
7. Officina Emotiva - Like A Prayer (Gigi Dag & Luca Noise Trip) - 5:27
8. Dottor Dag - Non Sono Un Santo - 4:52
9. Luca Noise - Moonlight Shadow (Gigi Dag & Luca Noise Trip) - 4:20
10. Dance 'N' Roll - Stay (Tentando Mix) - 4:02
11. Double S vs 2 Daniels - Parole Parole (Gigi D'Agostino Tanz) - 5:11
12. Il Folklorista - Those were the days (Gigi Dag & Luca Noise) - 5:53
13. Gigi D'Agostino - I Wonder Why (Gigi Dag From Beyond) - 7:00
14. Dottor Dag - Luce (Raggio Di Sole) - 4:00
15. La Tana Del Suono - Marcia Lenta - 5:20

### CD 2
1. Gigi D'Agostino - I Wonder Why (Non Giochiamo) - 6:02
2. Officina Emotiva - Natural (Gigi Dag & Luca Noise a Passeggio) - 6:01
3. Uomo Suono - Monolitico - 7:42
4. Woofer - Fiesta Don't Stop - 6:04
5. Il Folklorista - Espana Cani - 3:34
6. Uomo Suono - Bilaterale - 4:02
7. Orchestra Maldestra - Carica Tremenda (Gigi Dag & Luca Noise) - 5:08
8. Uomo Suono - Cammino Contento - 7:50
9. Orchestra Maldestra - Fasten Your Seatbelt (Gigi Dag & Luca Noise Trip) - 5:15
10. Gigi D'Agostino - I Wonder Why (Gigi Dag From Beyond F.M.) - 3:30
11. Orchestra Maldestra - Carica tremenda (Gigi Dag & Pandolfi) - 5:34
12. Gigi D'Agostino - I Wonder Why (Gigi Dag From Beyond....To Live) - 5:56
13. Luca Noise - Trip Trance - 5:43
14. Dj Pandolfi - Movimento Quotidiano (F.M.) - 3:15
15. Dj Pandolfi - Movimento Quotidiano - 4:04